# (18883) Domegge
(18883) Domegge est un astéroïde de la ceinture principale.

## Description
(18883) Domegge est un astéroïde de la ceinture principale. Il fut découvert le 31 décembre 1999 à Everstar par Mark Abraham et Gina Fedon. Il présente une orbite caractérisée par un demi-grand axe de 3,07 UA, une excentricité de 0,10 et une inclinaison de 8,6° par rapport à l'écliptique.

## Compléments